# Nazionale maschile under 19 di football americano della Polonia
La nazionale maschile di football americano under 19 della Polonia è la selezione maschile di football americano della PZFA, che rappresenta la Polonia nelle varie competizioni ufficiali o amichevoli riservate a squadre nazionali Under-19.

## Risultati
Legenda: Grassetto: Risultato migliore, Corsivo: Mancate partecipazioni

## Dettaglio stagioni

### Amichevoli
| Stagione | Vin | Par | Per | Tot | PF | PS | avversaria    |
| -------- | --- | --- | --- | --- | -- | -- | ------------- |
| 2009     | 0   | 0   | 1   | 1   | 2  | 42 | Gran Bretagna |
| Totale   | 0   | 0   | 1   | 1   | 2  | 42 |               |

### Riepilogo partite disputate
| Anno | Luogo   | Evento     | Fase del torneo | Incontro                          | Risultato |
| 2009 | Danzica | Amichevole |                 | Polonia U-19 - Gran Bretagna U-19 | 2 - 42    |

## Confronti con le altre Nazionali
Questi sono i saldi della Polonia nei confronti delle Nazionali incontrate.

### Saldo negativo
| Nazionale          | Giocate | Vinte | Pareggiate | Perse | PF | PS | Ultima vittoria | Ultimo pari | Ultima sconfitta |
| ------------------ | ------- | ----- | ---------- | ----- | -- | -- | --------------- | ----------- | ---------------- |
| Gran Bretagna U-19 | 1       | 0     | 0          | 1     | 2  | 42 | -               | -           | 2009             |